# Dennis van der Geest
Dennis van der Geest (Haarlem, 27 juni 1975) is een Nederlands voormalig judoka en huidig presentator en diskjockey. Als judoka werd hij eenmaal wereldkampioen en tweemaal Europees kampioen. Hij nam driemaal deel aan de Olympische Spelen en won één bronzen olympische medaille.

## Biografie

### Judo
Van der Geest is een zoon en pupil van coach Cor van der Geest van de club Kenamju uit Haarlem. Zijn broer Elco is ook judoka. Van 1995 tot en met 2004 werd Van der Geest Nederlands kampioen in zijn gewichtsklasse.
Het grootste succes uit zijn carrière behaalde hij op 11 september 2005, toen hij in Caïro wereldkampioen werd in de open klasse. In de finale versloeg hij de Rus Tamerlan Tmenov met ippon. Hiermee werd hij na Anton Geesink (1961, 1964, 1965), Wim Ruska (1967, 1971) en Guillaume Elmont (2005) de vierde Nederlandse wereldkampioen judo bij de mannen.
Eerder won Van der Geest al drie keer brons en één keer zilver bij een WK. Ook was hij twee keer Europees kampioen, in 2000 en 2002. De eerste keer in de klasse boven 100 kg, de tweede keer in de open klasse. In 2004 won hij de bronzen medaille bij de Olympische Spelen in Athene, nadat hij vier jaar eerder, bij de Spelen van Sydney voortijdig (tweede ronde herkansingen) werd uitgeschakeld.
Na het behalen van de wereldtitel werd hij genomineerd voor de titel Sportman van 2005, maar de aanwezige sporters verkozen turner Yuri van Gelder.
Tijdens de Olympische Spelen van 2008 in Peking werd Van der Geest uitgeschakeld in de eerste ronde, waarbij hij een blessure aan de rechterelleboog opliep.
Op 7 mei 2009 kondigde Van der Geest aan te stoppen met topsport. Dit bij gebrek aan motivatie. Hij was sinds het oplopen van zijn elleboogblessure al niet meer in actie gekomen. Hij deed later dat jaar nog wel mee aan de Europa Cup voor clubteams met zijn vereniging Kenamju uit Haarlem.

### Na sportcarrière

#### Televisie
In het seizoen 2005/06 was hij ambassadeur van Feyenoord. Sinds 2006 is Van der Geest ook op televisie te zien, onder andere in reclames van de Postbank en als presentator van het programma Help! Ik krijg een baan.
In de herfst van 2007 nam Van der Geest deel aan 71° Noord, dit programma was in het voorjaar van 2008 op RTL 5 te zien. Van der Geest werd tweede van de tien deelnemers.
Van der Geest is inmiddels een bekende televisiepersoonlijkheid. In 2008 deed hij mee aan Ranking the Stars, een programma van BNN en in 2010 was hij te zien in Op zoek naar God van de EO.
Van 2009 tot en met 2016 is Van der Geest presentator van Sterkste Man van Nederland op RTL 7 en diverse Strongman Champions League-wedstrijden, zowel in Nederland als daarbuiten. JayJay Boske nam het stokje van hem over in 2017.
In 2011 was Van der Geest te zien in het SBS6-programma Wat zou jij doen met die Poen?, naast Saar Koningsberger en Hans Kraay. In 2012 was hij scheidsrechter in het RTL 4-programma De Jongens tegen de Meisjes.
In 2015 presenteerde hij Rot op naar je eigen land en in 2016 Rot op met je milieu, beide van de EO.
In 2017 maakte hij de overstap naar SBS6 en presenteerde daar Fort Oranje: Camping of krottenwijk, Ninja Warrior NL en Bonje met de buren (samen met Leontien Borsato).
Sinds 2017 is Van der Geest ook presentator van het goed bekeken programma De wereld rond met 80-jarigen op SBS6. In het programma krijgen acht hoogbejaarden die nog volop in het leven staan de kans om samen een wereldreis te maken. Van der Geest reist met de ouderen mee en begeleidt hen tijdens de reis. 
Vanaf 30 oktober 2019 presenteerde Van der Geest het programma Dennis en de vrije geesten. In datzelfde jaar presenteerde hij ook het programma Een goede buurt.
In 2021 presenteerde Van der Geest de programma’s Ik neem je mee, Missions Impossible en De Dansmarathon.
Sinds begin 2022 presenteert hij het programma Million Dollar Island, een zusterproductie van Expeditie Robinson.
In 2022 was Van der Geest te zien als drag in het televisieprogramma Make Up Your Mind. In het najaar van 2023 presenteerde hij het nieuwe programma Waar is mijn erfenis? Ook presenteerde hij in 2023 het programma De prins met het witte haar. In hetzelfde jaar nam hij, samen met zijn zoon Björn, deel aan het programma Born Winners van de AVROTROS.
In 2024 was Van der Geest te zien als secret singer in het televisieprogramma Secret Duets. Daarnaast presenteerde hij vanaf 2024 het programma Het Blok. Hiermee nam hij het stokje over van Erik van der Hoff die dit programma van 2004 t/m 2011 presenteerde. Datzelfde najaar was Van der Geest te zien als een van de presentatoren in het SBS6-programma De beste wensen.

#### Muziek
Van der Geest is sinds de jaren negentig een liefhebber van dance- en housemuziek, met name de disco en housemuziek die gedraaid werd in de RoXY, Stalker, Nighttown en Waakzaamheid. Van der Geest begon in oktober 2012 een maandelijks terugkerende Podcast genaamd: Sounds From The Loft. Van der Geest heeft samengewerkt met dj’s als Funkerman, René Amesz, Roog, Ronald Molendijk (onder de naam “Ippon”(vernoemd naar de gelijknamige term uit het Judo) en Benny Royal. Op 11 en 12 oktober 2013 was hij te gast als dj bij de twee concerten van Gerard Joling in de Amsterdamse Ziggo Dome.

#### Boek
Eind 2007 kwam het boek 'Los' uit over Van der Geest. De titel slaat op de ideale mentale situatie in een wedstrijd én op de strijd die hij voerde om los te komen van zijn vader annex coach.

#### Overig
- Tijdens de motorbeurs, in Utrecht in februari 2010, werd Van der Geest voorgesteld als de nieuwe ambassadeur van de KNMV.
- In 2022 sprak Van der Geest de stem in van Svengeance voor de film Minions: The Rise of Gru.

## Titels
- Wereldkampioen judo open klasse - 2005
- Europees kampioen judo klasse boven 100 kg - 2000
- Europees kampioen judo open klasse - 2002
- Nederlands kampioen judo klasse boven 100 kg - 1998, 1999, 2000, 2001, 2002, 2003, 2004
- Nederlands kampioen judo klasse boven 95 kg - 1995, 1996, 1997

## Palmares

### Olympische Spelen
- 2000: 9e Sydney
- 2004:  Athene
- 2008: 21e Peking

### WK
- 1997:  Parijs
- 1999:  Birmingham
- 2001:  München
- 2003:  Osaka
- 2005:  Caïro

### EK
- 1997:  Oostende (> 95 kg)
- 1997: 5e Oostende (open klasse)
- 1998:  Oviedo
- 1999: 7e Bratislava (open klasse)
- 1999:  Bratislava (> 100 kg)
- 2000:  Wrocław
- 2001:  Parijs
- 2002:  Maribor (> 100 kg)
- 2002:  Maribor (open klasse)
- 2003:  Düsseldorf
- 2004:  Boekarest
- 2005:  EK
- 2006: 5e Novi Sad

## Boeken
- "Dennis Laat Je (Niet) Vallen, valoefeningen voor jong en oud", Uitgeverij Elmar, 2006, ISBN 9789038917191